# Fouad Sahabi
Fouad Sahabi (arab. فؤاد الصحابي) (ur. 16 lipca 1962 w Rabacie) – marokański menedżer piłkarski. Od 2022 roku jest bez klubu.

## Kariera

### Początki
Zaczynał trenerską karierę w Olympic Safi, które trenował do końca sezonu 2009/2010. Następnie, 25 grudnia 2010 roku został trenerem JS de Kasba Tadla.

### JS Massira
1 lipca 2011 roku został trenerem JS Massira. Zadebiutował tam 27 sierpnia 2011 roku w meczu przeciwko Wydad Fés (3:3). Łącznie poprowadził tę drużynę w 7 meczach.

### Olympique Khouribga
20 marca 2012 roku objął Olympique Khouribga. Po raz pierwszy zespół ten poprowadził 20 maja 2012 roku w meczu przeciwko FUS Rabat (porażka 0:2). To było jedyne spotkanie, w którym poprowadził ten zespół (podczas tej kadencji).
5 grudnia tego samego roku wrócił w roli trenera do tego zespołu i poprowadził go w 31 meczach.

### Wydad Fés
11 marca 2014 roku został trenerem Wydadu Fés. W roli trenera zadebiutował tam 19 kwietnia 2014 roku w meczu przeciwko AS Salé (0:0). Ma na koncie dwa mecze.

### Chabab Rif Al Hoceima
Ostatniego dnia roku 2015 podpisał kontrakt z Chabab Rif Al Hoceima. Debiut w roli trenera zaliczył tam trzy dni później w meczu przeciwko Wydad Casablanca (0:0). W sumie poprowadził tę drużynę w 14 meczach.

### Kawkab Marrakesz
26 września 2016 roku został menedżerem Kawkabu Marrakesz. Po raz pierwszy można było go obejrzeć 9 października 2016 roku w meczu przeciwko FAR Rabat (wygrana 1:2). W sumie poprowadził ten klub w 10 meczach.

### Moghreb, Wydad i Kénitra
1 lipca 2017 roku został menedżerem Moghrebu Tétouan. Pracował tam do 4 września. 28 października 2019 roku został asystentem Zorana Manojlovicia w Wydad Casablanca. Asystował mu przy pięciu spotkaniach. 13 sierpnia 2020 roku został trenerem KAC Kénitra. Zakończył tam pracę 12 października tego samego roku.

### Rapide Oued Zem
4 kwietnia 2021 roku został trenerem Rapide Oued Zem. Po raz pierwszy poprowadził ten klub 7 kwietnia 2021 roku w meczu przeciwko Wydad Casablanca (porażka 0:1). W sumie na ławce trenerskiej pojawił się 23 razy.

### AS Salé
20 lutego 2022 roku został menedżerem AS Salé. Pod koniec sezonu 2021/2022 zakończył tam pracować.